# Astronesthes oligoa
Astronesthes oligoa är en fiskart som beskrevs av Nikolai V. Parin och Borodulina 2002. Astronesthes oligoa ingår i släktet Astronesthes och familjen Stomiidae. Inga underarter finns listade.